# ビジターQ
『ビジターQ』（びじたーきゅー）は三池崇史監督による2001年製作の日本映画。

## 概要
シネマ下北沢で上映されるビデオ撮影の連作ラブストーリー「ラブシネマ」6部作の最後を締めくくる作品として製作・公開された。そのため、本作は低予算のデジタルビデオで撮影され、ドキュメンタリータッチとホームビデオ風というスタイルで作品にリアリティを与えている。三池監督が得意とする壮絶なエログロ描写とナンセンスな笑いで、崩壊した家族の再生する姿を描き、公開後、超問題作と言われ議論を呼んだ。R-18指定。
自分の追悼番組で流したい作品として監督自身が『民間放送では流せないから。』と挙げている。

## スタッフ
- 監督：三池崇史
- 製作：斎藤晃、遠藤久典
- プロデューサー：中島進、荒川礼子、小林誠一郎
- 脚本：江良至
- 撮影：山本英夫
- 美術：仰木豊
- 編集：島村泰司
- 音楽：遠藤浩二
- 録音：小原善哉
- 制作協カ：アルファヴィル

## キャスト
- 山崎清：遠藤憲一
- 山崎恵子：内田春菊
- 秀臣：渡辺一志
- 村田麻子：中原翔子
- 山崎美貴：不二子
- 山崎卓弥：武藤洵
- 佐々岡：鈴木一功
- いじめっ子：荒木竜二
- いじめっ子：永井琢
- いじめっ子：馬場達也

## 主題歌
- 『水のあぶく』
  - 歌：リアルタイム
  - 作曲：池田龍治
  - 作詞：葛西つぐみ

## 受賞歴
- 2001年 ファンタジア映画祭
  - BEST ASIAN FILM 第１位
- 2001年 スウェーデンファンタスティック映画祭
  - 特別賞
- 2002年 第11回日本映画プロフェッショナル大賞
  - 監督賞：三池崇史 (「殺し屋1」・「天国から来た男たち」と合わせて)